# Pallavolo ai XIX Giochi panamericani - Torneo femminile
La pallavolo femminile ai XIX Giochi panamericani si è svolta dal 21 al 26 ottobre 2023 a Santiago del Cile, in Cile: al torneo hanno partecipato otto squadre nazionali tra nordamericane e sudamericane e la vittoria finale è andata per la terza volta, la seconda consecutiva, alla Rep. Dominicana.

## Regolamento
Le squadre hanno disputato una prima fase a gironi con formula del girone all'italiana; al termine della prima fase:
- Le prime tre classificate di ogni girone hanno acceduto alla fase finale per il primo posto strutturata in quarti di finale (a cui non ha preso parte la prima classificata di ogni girone, già qualificata alle semifinali), semifinali, finale per il terzo posto e finale.
- Le due squadre sconfitte ai quarti di finale della fase finale per il primo posto e le quarte classificate di ogni girone hanno acceduto alla fase finale per il quinto posto.

## Squadre partecipanti
| Squadra         | Qualificazione                              | Ultima partecipazione |
| --------------- | ------------------------------------------- | --------------------- |
| Argentina       | 1ª al torneo di qualificazione sudamericano | Lima 2019             |
| Brasile         | 1ª ai I Giochi panamericani giovanili       | Lima 2019             |
| Cile            | Paese organizzatore                         | Debutto               |
| Colombia        | 2ª al torneo di qualificazione sudamericano | Lima 2019             |
| Cuba            | 5ª nel Ranking NORCECA                      | Toronto 2015          |
| Messico         | 6ª ai I Giochi panamericani giovanili       | Guadalajara 2011      |
| Rep. Dominicana | 1ª alla NORCECA Final Six 2021              | Lima 2019             |
| Porto Rico      | 2ª alla Coppa Panamericana 2023             | Lima 2019             |

## Torneo

### Fase a gironi
| Girone A   | Girone B        |
| ---------- | --------------- |
| Argentina  | Cile            |
| Brasile    | Colombia        |
| Cuba       | Messico         |
| Porto Rico | Rep. Dominicana |

#### Girone A

##### Risultati
| 21 ottobre 2023 Movistar Arena, Santiago del Cile Durata: 1h:10 - Spettatori: 8 000 | Brasile    | 3 - 0 | Cuba       | 25-14, 25-16, 25-14        |
| 21 ottobre 2023 Movistar Arena, Santiago del Cile Durata: 1h:43 - Spettatori: 8 000 | Porto Rico | 1 - 3 | Argentina  | 17-25, 18-25, 25-17, 19-25 |
| 22 ottobre 2023 Movistar Arena, Santiago del Cile Durata: 1h:22 - Spettatori: 8 000 | Porto Rico | 3 - 0 | Cuba       | 25-20, 25-16, 25-18        |
| 22 ottobre 2023 Movistar Arena, Santiago del Cile Durata: 1h:13 - Spettatori: 9 000 | Brasile    | 3 - 0 | Argentina  | 25-13, 25-20, 25-18        |
| 23 ottobre 2023 Movistar Arena, Santiago del Cile Durata: 1:19 - Spettatori: 5 260  | Brasile    | 3 - 0 | Porto Rico | 25-15, 25-22, 25-21        |
| 23 ottobre 2023 Movistar Arena, Santiago del Cile Durata: 1h:12 - Spettatori: 1 200 | Argentina  | 3 - 0 | Cuba       | 25-23, 25-16, 25-15        |

#### Classifica
| Pos. | Squadra    | Pt | G | V | P | SV | SP | Ratio | PF  | PS  | Ratio |
| ---- | ---------- | -- | - | - | - | -- | -- | ----- | --- | --- | ----- |
| 1.   | Brasile    | 9  | 3 | 3 | 0 | 9  | 0  | MAX   | 225 | 153 | 1,471 |
| 2.   | Argentina  | 6  | 3 | 2 | 1 | 6  | 4  | 1,500 | 218 | 208 | 1,048 |
| 3.   | Porto Rico | 3  | 3 | 1 | 2 | 4  | 6  | 0,667 | 212 | 204 | 1,039 |
| 4.   | Cuba       | 0  | 3 | 0 | 3 | 0  | 9  | 0,000 | 152 | 225 | 0,676 |

      Qualificata alle semifinali per il primo posto.
      Qualificata ai quarti di finale per il primo posto.
      Qualificata alla finale per il settimo posto.

#### Girone B

##### Risultati
| 21 ottobre 2023 Movistar Arena, Santiago del Cile Durata: 1h:25 - Spettatori: 8 000  | Colombia        | 0 - 3 | Messico         | 22-25, 13-25, 14-25        |
| 21 ottobre 2023 Movistar Arena, Santiago del Cile Durata: 1h:19 - Spettatori: 8 000  | Cile            | 0 - 3 | Rep. Dominicana | 18-25, 17-25, 11-25        |
| 22 ottobre 2023 Movistar Arena, Santiago del Cile Durata: 1h:08 - Spettatori: 12 000 | Rep. Dominicana | 3 - 0 | Messico         | 25-15, 25-17, 25-19        |
| 22 ottobre 2023 Movistar Arena, Santiago del Cile Durata: 1h:26 - Spettatori: 12 000 | Cile            | 3 - 0 | Colombia        | 29-27, 25-23, 25-7         |
| 23 ottobre 2023 Movistar Arena, Santiago del Cile Durata: 1h:07 - Spettatori: 8 000  | Rep. Dominicana | 3 - 0 | Colombia        | 25-14, 25-18, 25-20        |
| 23 ottobre 2023 Movistar Arena, Santiago del Cile Durata: 1h:58 - Spettatori: 9 000  | Cile            | 1 - 3 | Messico         | 26-24, 21-25, 15-25, 18-25 |

#### Classifica
| Pos. | Squadra         | Pt | G | V | P | SV | SP | Ratio | PF  | PS  | Ratio |
| ---- | --------------- | -- | - | - | - | -- | -- | ----- | --- | --- | ----- |
| 1.   | Rep. Dominicana | 9  | 3 | 3 | 0 | 9  | 0  | MAX   | 225 | 149 | 1,510 |
| 2.   | Messico         | 6  | 3 | 2 | 1 | 6  | 4  | 1,500 | 225 | 204 | 1,103 |
| 3.   | Cile            | 3  | 3 | 1 | 2 | 4  | 6  | 0,667 | 205 | 231 | 0,887 |
| 4.   | Colombia        | 0  | 3 | 0 | 3 | 0  | 9  | 0,000 | 158 | 229 | 0,690 |

      Qualificata alle semifinali per il primo posto.
      Qualificata ai quarti di finale per il primo posto.
      Qualificata alla finale per il settimo posto.

### Fase finale

#### Finale 1º e 3º posto
|  | Quarti di finale | Quarti di finale | Quarti di finale |           |    | Semifinali      | Semifinali      | Semifinali      |                 |           | Finale | Finale | Finale |  |
|  |                  |                  |                  |           |    |                 |                 |                 |                 |           |        |        |        |  |
|  |                  |                  |                  |           |    | 1B              | Rep. Dominicana | 3               |                 |           |        |        |        |  |
|  |                  |                  |                  |           |    | 1B              | Rep. Dominicana | 3               |                 |           |        |        |        |  |
|  |                  |                  | 2A               | Argentina | 1  |                 |                 |                 |                 |           |        |        |        |  |
|  | 2A               | Argentina        | 2A               | Argentina | 1  | 3               |                 |                 |                 |           |        |        |        |  |
|  | 2A               | Argentina        |                  |           |    |                 |                 |                 |                 |           |        |        |        |  |
|  | 3B               | Cile             | 2                |           |    |                 |                 |                 |                 |           |        |        |        |  |
|  | 3B               | Cile             | 2                |           | 1B | Rep. Dominicana | 3               |                 |                 |           |        |        |        |  |
|  |                  |                  |                  |           |    |                 |                 |                 |                 |           |        |        |        |  |
|  |                  |                  | 1A               | Brasile   | 0  |                 |                 |                 |                 |           |        |        |        |  |
|  |                  |                  |                  | Brasile   | 0  |                 |                 |                 |                 |           |        |        |        |  |
|  |                  |                  |                  |           |    |                 |                 |                 |                 |           |        |        |        |  |
|  |                  |                  |                  |           |    |                 |                 |                 |                 |           |        |        |        |  |
|  |                  | 1A               | Brasile          | 3         |    |                 | Finale 3º posto | Finale 3º posto | Finale 3º posto |           |        |        |        |  |
|  |                  |                  |                  | 3         |    |                 |                 |                 |                 |           |        |        |        |  |
|  |                  |                  | 2B               | Messico   | 2  |                 |                 |                 |                 |           |        |        |        |  |
|  | 2B               | Messico          | 2B               | Messico   | 2  | 3               |                 |                 | 2A              | Argentina | 2      |        |        |  |
|  | 2B               | Messico          |                  |           |    |                 |                 |                 | 2A              | Argentina | 2      |        |        |  |
|  | 3A               | Porto Rico       | 0                |           |    | 2B              | Messico         | 3               |                 |           |        |        |        |  |

##### Quarti di finale
| 24 ottobre 2023 Movistar Arena, Santiago del Cile Durata: 1h:13 - Spettatori: 3 412 | Messico   | 3 - 0 | Porto Rico | 25-17, 25-17, 25-14             |
| 24 ottobre 2023 Movistar Arena, Santiago del Cile Durata: 2h:01 - Spettatori: 6 000 | Argentina | 3 - 2 | Cile       | 25-19, 25-9, 21-25, 23-25, 15-7 |

##### Semifinali
| 25 ottobre 2023 Movistar Arena, Santiago del Cile Durata: 1h:29 - Spettatori: 9 500 | Rep. Dominicana | 3 - 1 | Argentina | 16-25, 25-19, 25-20, 25-17        |
| 25 ottobre 2023 Movistar Arena, Santiago del Cile Durata: 2h:19 - Spettatori: 5 550 | Brasile         | 3 - 2 | Messico   | 25-17, 22-25, 27-25, 22-25, 15-13 |

##### Finale 3º posto
| 26 ottobre 2023 Movistar Arena, Santiago del Cile Durata: 2h:18 - Spettatori: 14 500 | Argentina | 2 - 3 | Messico | 25-22, 23-25, 25-22, 18-25, 13-15 |

##### Finale 1º posto
| 26 ottobre 2023 Movistar Arena, Santiago del Cile Durata: 1h:27 - Spettatori: 15 000 | Rep. Dominicana | 3 - 0 | Brasile | 26-24, 25-16, 25-19 |

#### Finale 5º e 7º posto
|  | Semifinali | Semifinali | Semifinali |      |    | Finale 5º posto | Finale 5º posto | Finale 5º posto |  |
|  |            |            |            |      |    |                 |                 |                 |  |
|  | 4B         | Colombia   | 3          |      |    |                 |                 |                 |  |
|  | 4B         | Colombia   | 3          |      |    |                 |                 |                 |  |
|  | 3A         | Porto Rico | 2          |      |    |                 |                 |                 |  |
|  | 3A         | Porto Rico | 2          |      | 4B | Colombia        | 0               |                 |  |
|  |            |            |            |      | 4B | Colombia        | 0               |                 |  |
|  |            |            | 3B         | Cile | 3  |                 |                 |                 |  |
|  | 4A         | Cuba       | 3B         | Cile | 3  | 0               |                 |                 |  |
|  | 4A         | Cuba       |            |      |    | 0               |                 |                 |  |
|  | 3B         | Cile       | 3          |      |    | Finale 7º posto | Finale 7º posto | Finale 7º posto |  |
|  | 3B         | Cile       | 3          |      |    |                 |                 |                 |  |
|  |            |            |            |      |    |                 |                 |                 |  |
|  |            |            |            |      |    | 3A              | Porto Rico      | 3               |  |
|  |            |            |            |      |    | 3A              | Porto Rico      | 3               |  |
|  |            |            |            |      |    | 4A              | Cuba            | 0               |  |

##### Semifinali
| 25 ottobre 2023 Movistar Arena, Santiago del Cile Durata: 2h:09 - Spettatori: 3 500 | Colombia | 3 - 2 | Porto Rico | 19-25, 22-25, 25-22, 25-21, 15-8 |
| 25 ottobre 2023 Movistar Arena, Santiago del Cile Durata: 1h:17 - Spettatori: 5 000 | Cuba     | 0 - 3 | Cile       | 15-25, 26-28, 17-25              |

##### Finale 7º posto
| 26 ottobre 2023 Movistar Arena, Santiago del Cile Durata: 1h:19 - Spettatori: 4 000 | Porto Rico | 3 - 0 | Cuba | 25-23, 26-24, 25-19 |

##### Finale 5º posto
| 26 ottobre 2023 Movistar Arena, Santiago del Cile Durata: 1h:25 - Spettatori: 7 000 | Colombia | 0 - 3 | Cile | 21-25, 20-25, 17-25 |

## Classifica finale
| Pos | Squadra         | Rosa |
| --- | --------------- | --- |
|     | Rep. Dominicana | Formazione: 1 Arias, 3 Eve, 4 Peralta, 5 Castillo, 7 Marte, 12 Pérez, 16 Peña, 18 de La Cruz, 20 B. Martínez, 21 J. Martínez, 23 González, 25 L. Martínez, CT: Kwiek       |
|     | Brasile         | Formazione: 1 Rios, 2 Leite, 3 Basso, 4 Viezel, 5 Costa, 7 Maestri, 9 Machado, 10 Santos, 11 Nezzo, 12 Besen, 15 Hoengen, 22 Vasques, CT: Barros                           |
|     | Messico         | Formazione: 1 Martínez, 4 Rodríguez, 6 Castro, 9 Vela, 10 Siller, 11 Urías, 12 Landeros, 15 Rivera, 16 Muñoz, 20 Topete, 30 Márquez, 33 Flores, CT: Negro                  |
| 4.  | Argentina       | Formazione: 1 Vera, 5 Salinas, 8 Cosulich, 10 Bulaich, 11 Corbalán, 12 Rizzo, 13 Farriol, 18 López, 20 Pelozo, 22 Pérez, 23 Studer, 24 García, CT: Kwiek                   |
| 5.  | Cile            | Formazione: 2 Giglio, 4 Novoa, 5 Salinas, 6 Morales, 7 Aylwin, 8 Badilla, 9 Sandrock, 10 Mendoza, 12 Vallebuona, 13 Vallejos, 15 Schwartzman, 44 Ruz, CT: Guillaume        |
| 6.  | Colombia        | Formazione: 8 Zapata, 9 Ospino, 10 Toro, 12 Cuartas, 13 Gómez, 14 Velásquez, 18 Agudelo, 21 Manco, 22 Villalobos, 26 Lucumi, 28 Arroyave, 30 Laguado, CT: Rizola           |
| 7.  | Porto Rico      | Formazione: 1 Fuentes, 2 Venegas, 5 W. Rivera, 6 Walker, 8 Rojas, 10 I. Ortiz, 12 N. Ortiz, 13 Soto, 15 Guibert, 16 S. Rivera, 17 Castillo, 20 Cerame, CT: Rodríguez       |
| 8.  | Cuba            | Formazione: 1 Grafort, 4 Lia. García, 5 Martínez, 6 de la Peña, 9 Ferrer, 10 Chacón, 16 Castillo, 19 Suárez, 22 Hernández, 25 Vila, 26 Ruiz, 27 Liz García, CT: Le. García |

## Premi individuali
| Premio                 | Nome              | Squadra         |
| ---------------------- | ----------------- | --------------- |
| MVP                    | Niverka Marte     | Rep. Dominicana |
| Miglior realizzatrice  | Beatriz Novoa     | Cile            |
| Miglior servizio       | Yonkaira Peña     | Rep. Dominicana |
| Miglior ricevitrice    | Shara Venegas     | Porto Rico      |
| Miglior difesa         | Carla Ruz         | Cile            |
| Miglior palleggiatrice | Ivone Martínez    | Messico         |
| Miglior opposto        | Sabrina Machado   | Brasile         |
| Miglior schiacciatrice | Brayelin Martínez | Rep. Dominicana |
| Miglior schiacciatrice | Yonkaira Peña     | Rep. Dominicana |
| Miglior centrale       | Neira Ortiz       | Porto Rico      |
| Miglior centrale       | Lorena Viezel     | Brasile         |
| Miglior libero         | Camila Gómez      | Colombia        |